# Договор о водах Инда

Река Инд и притоки

Договор о водах Инда — договор между Республикой Индия и Исламской республикой Пакистан, подписанный в пакистанском городе Карачи 19 сентября 1960 года при посредничестве Всемирного банка (на тот момент — Международного банка реконструкции и развития).
Речная система Инда складывается из трёх западных рек: собственно Инд, Джелам и Чинаб, а также трёх восточных: Сатледж, Биас и Рави. Договор — с небольшими оговорками — предоставил Индии исключительное право пользования водами всех восточных рек и их притоков до мест, в которых они переходят на территорию Пакистана. Пакистан, в свою очередь, получил исключительное право пользования водами западных рек, а также однократную денежную компенсацию за потерю воды из восточных рек. Обе страны согласились обмениваться данными и сотрудничать по различным вопросам, связанным с договором. Для этих целей была создана Постоянная комиссия по Инду.
Договор стал результатом опасений Пакистана, связанных с тем, что, поскольку истоки реки Инд находятся на территории Индии, этот факт может позволить её правительству создать засуху и голод во время потенциальной войны с Пакистаном. Тем не менее Индия не нарушала договор ни в одном из конфликтов с Пакистаном, однако приостановила его действие после теракта, совершённого 23 апреля 2025 года.